# Vil·la Margarita
Vil·la Margarita és un edifici del municipi de Castellfollit de la Roca (Garrotxa) inclosa en l'Inventari del Patrimoni Arquitectònic de Catalunya.

## Descripció
Es tracta d'una casa entre mitgeres situada al costat de la carretera comarcal que uneix Girona i Olot. Disposa de baixos, amb tres grans portals d'arcs rebaixats; el central és el que dona accés a l'edifici, construït amb carreus ben tallats i porta la data de 1865. El primer pis té una gran balconada, amb una bonica barana bombada, ornada amb grans fullatges estilitzats. Està sostingut per sis mènsules d'estuc amb fulles d'acant. Tres obertures hi donen accés. El pis superior disposa de tres balcons, sostinguts per mènsules d'estuc decorades amb grans motius florals. Aquests motius es repetiran, amb grans rams, en el coronament ondulat de la casa, on es veu la data 1911 i el nom VILLA MARGARITA.
Els murs són estucats de color salmó i els elements ornamentals de color blanc.

## Història
Aquesta casa va ser bastida durant el segle xix i bellament decorada a principis de la nostra centúria.